# W altanie
W altanie to obraz olejny autorstwa polskiego malarza realisty Aleksandra Gierymskiego z 1882 roku. Znajduje się w Muzeum Narodowym w Warszawie.

## Opis
Obraz przedstawia spotkanie towarzyskie grupy arystokratów w XVIII-wiecznych strojach, które odbywa się w letni dzień w ogrodzie. W centrum znajdują się cztery postacie pogrążone w rozmowie, siedzące przy stole i jedna stojąca obok nich. Na stole leży biały obrus, filiżanki i karafka do połowy wypełniona winem. Tło stanowi treliaż po prawej stronie oraz drzewa, a po lewej stronie inna grupa osób siedzących przy stole. W lewym dolnym rogu obrazu znajduje się mężczyzna pochylony nad fontanną oraz kilka roślin w doniczkach. Obraz przepełniony jest światłem i głębokimi, żywymi kolorami, tworząc zmysłową atmosferę gorącego letniego dnia.

## Analiza
Obraz „W altanie” został namalowany przez Gierymskiego po pobycie w Rzymie i uważany jest za zbliżenie się artysty do impresjonizmu. Był to jednocześnie protest przeciwko kojarzeniu jego twórczości przede wszystkim z przedstawianiem życia biedoty, co było charakterystyczną cechą wczesnego malarstwa artysty. Chciał udowodnić krytykom, że realistyczne techniki wypowiedzi artystycznej mogą obrazować różnego rodzaju sceny, także te dotyczące życia wyższych sfer. Artysta przywiązywał dużą wagę do szczegółów i postanowił ubrać postaci na obrazie w eleganckie stroje z poprzedniego wieku, co miało być sposobem na zademonstrowanie jego artystycznych umiejętności. Twórczość Gierymskiego można porównywać do współczesnych mu impresjonistów francuskich, choć Gierymski nie był wtedy jeszcze w Paryżu i nic nie wskazuje na to, by zapoznał się z ich twórczością.